# بلانچارد (داکوتای شمالی)
بلانچارد(به انگلیسی: Blanchard) شهری در ایالت داکوتای شمالی کشور ایالات متحده آمریکا است که جمعیت آن در سرشماری سال ۲۰۱۰ میلادی، ۲۶ نفر بوده‌است.